# Wierzyca
Wierzyca (tysk: Ferse, tidligere vers; Kasjubisk : Wierzësa) er en venstre biflod til Vistula (Wisła) i det polske Voivodskabet Pommern.
Wierzyca kommer fra en sø øst for byen Kościerzyna (Berent). Den er dannet af to arme, hvoraf den ene kommer fra Okonins skovdistrikt og den anden i skovdistriktet Stangenwald. Den løber i sydøstlig retning mod Stara Kiszewa (Alt Kischau), passerer kort efter den Tyske Ordens slot Kischau, drejer mod nordøst ved landsbyen Chwôrzno (Schwarzin) i østlig retning ved landsbyen Pogódki (Pogutken), og lidt senere løber Wietcisa, ud fra nord (Fietze), løber derefter i nordøstlig retning til landsbyen Górne Maliki (Obermahlkau), fortsætter derefter sin kurs i sydøstlig retning via Starogard Gdański (Preussisk Stargard) og løber ud i Wisła (Vistula) ved Gniew (Mewe).
Floden, som ligger i Kasjubien, har en længde på 112 kilometer.
Den største biflod er Wietcisa (Fietze), en venstre biflod, der løber ud i Wierzyca syd for Skarszewy (Schöneck).